# St. Petri (Augustusburg)

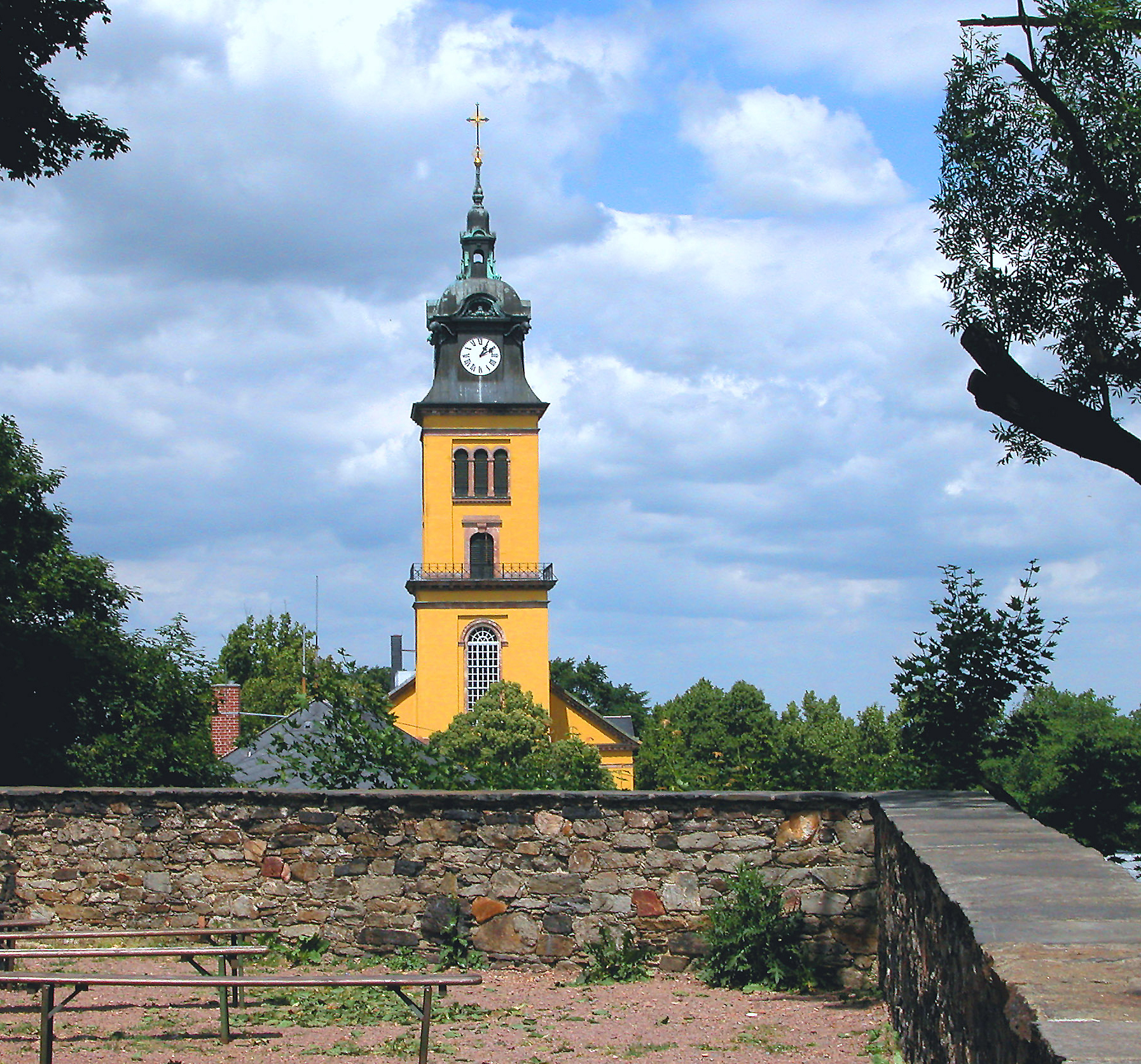
St. Petri (Augustusburg)

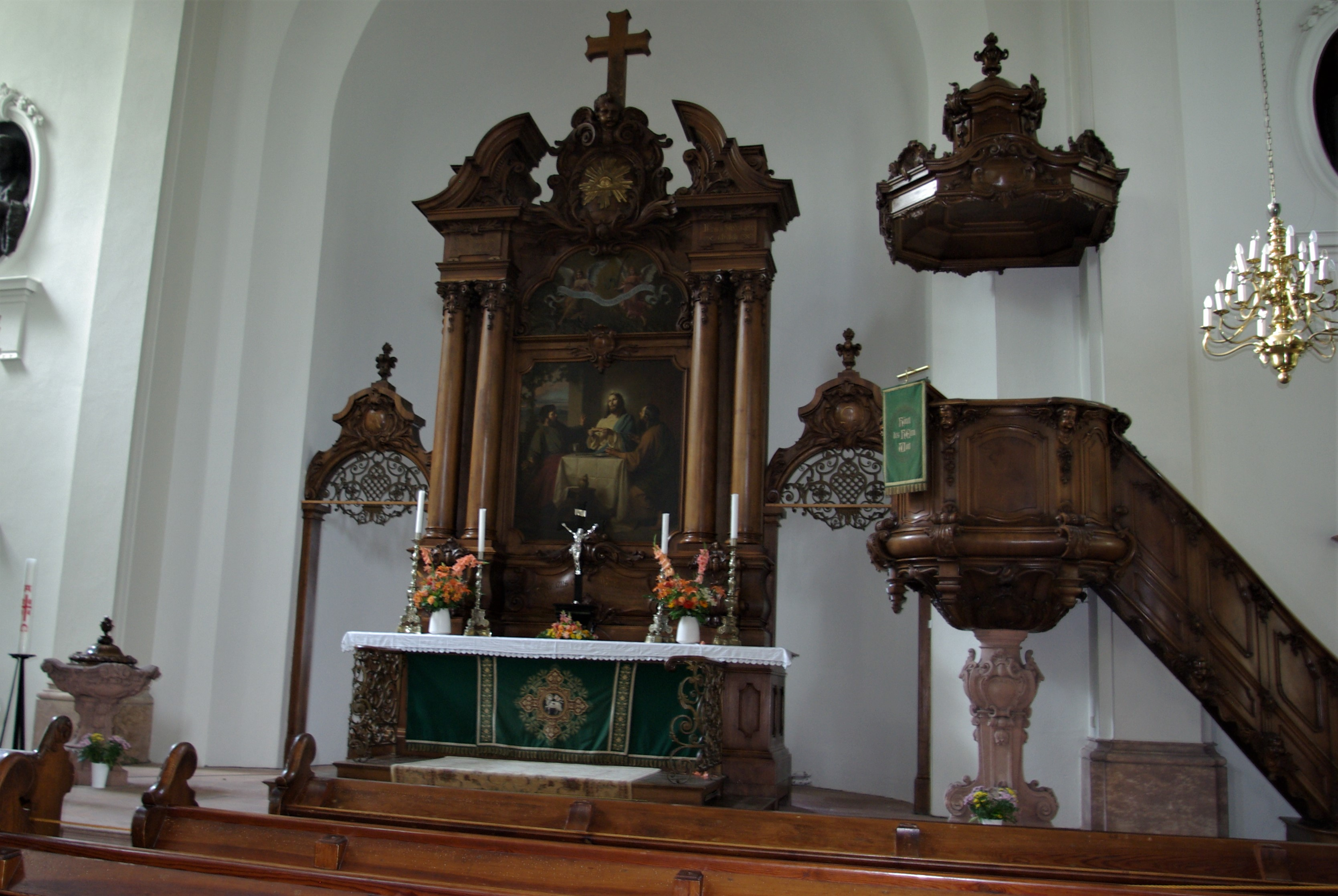
Altarraum

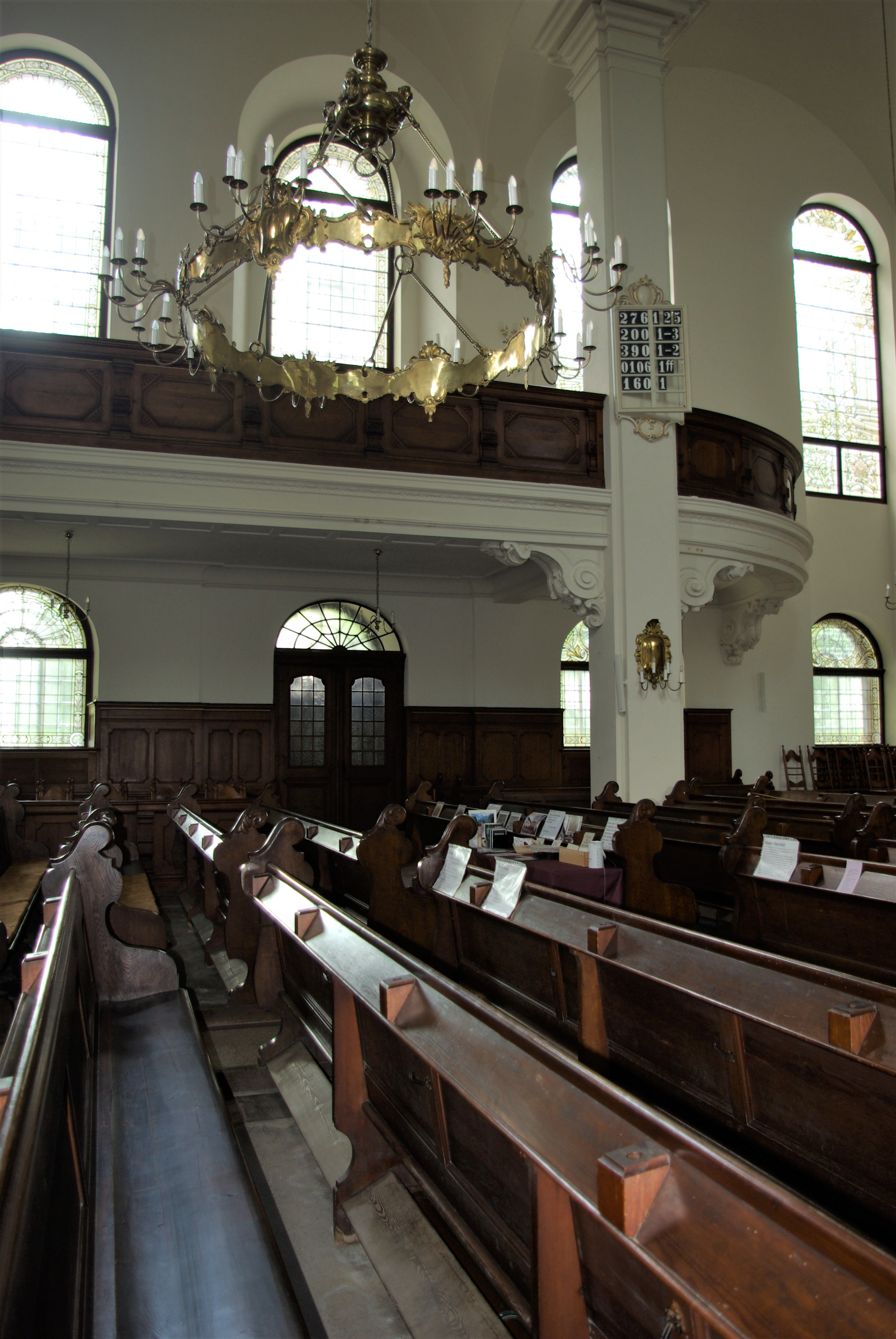
Innenansicht mit Empore

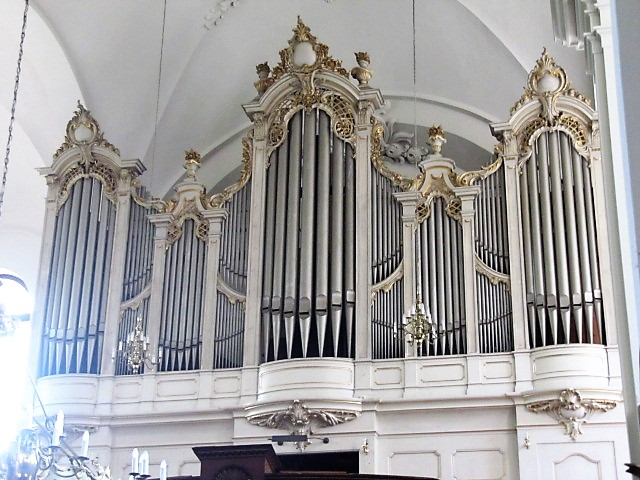
Orgel

Die evangelische Stadtkirche St. Petri ist eine klassizistische, neubarock veränderte Hallenkirche in Augustusburg im Landkreis Mittelsachsen in Sachsen. Sie gehört zur Kirchengemeinde Erzgebirgsblick im Kirchenbezirk Marienberg der Evangelisch-Lutherischen Landeskirche Sachsens.

## Geschichte und Architektur
Die große, als Gegenstück des Jagdschlosses weithin sichtbare Hallenkirche wurde in den Jahren 1840/45 nach Plänen von Christian Friedrich Uhlig anstelle des durch Brandstiftung 1831 zerstörten Vorgängerbauwerks errichtet; der Neubau wurde seinerseits 1893 durch Brand beschädigt und 1896 unter sorgfältiger Wahrung des Äußeren und Hinzufügung eines neuen Turmabschlusses von Schilling & Graebner wieder aufgebaut. Restaurierungen erfolgten 1956; dabei wurden die Chorschrankengitter zum Teil entfernt und ehemals stehende Kronenleuchter aufgehängt. In den Jahren 1988–91 wurde das Schiff im Äußeren renoviert sowie die Schiefer- und Kupferdeckung von Kirche und Turm erneuert.
Das Bauwerk ist ein schlichter Putzbau mit geradem Chorschluss; die Gliederungen wurden in Rochlitzer Porphyr ausgeführt. Die Mittelachse der Längsseiten ist durch schmale Portalrisalite mit flachen Dreiecksgiebeln betont, derartige Giebel finden sich auch an den Schmalseiten. Der ehemalige große Oculus am Chor wurde im Jahr 1956 geschlossen. Die Außenwände sind durch eine zweigeschossige Anordnung kleinerer und größerer Rundbogenfenster gegliedert. Das Hauptportal wird von toskanischen Säulen gerahmt, die den gesprengten Volutengiebel tragen, mit einem segnenden Christus darin. Der Westturm ist über quadratischem Grundriss erbaut, der kupferbeschlagene Helm ist mit einem phantasievollen Abschluss in neubarocken Formen vom Wiederaufbau im Jahr 1896 gestaltet; die vollplastischen, ausdrucksstarken Engelsköpfe zeigen bereits den Einfluss des Jugendstils.
Die weiträumige dreischiffige und dreijochige Halle ist von der prachtvollen neubarocken Ausstattung mit einigen wenigen Jugendstilelementen geprägt. Charakteristisch ist der Gegensatz zwischen der hellen Architektur und der dunklen, lasierten Ausstattung im Holzton. Das Kreuzgratgewölbe wird von schlanken Pfeilern mit Vorlagen aus Pilastern und kräftig auskragendem Gebälkstücken getragen; die Scheitelpunkte sind mit reich stuckierten Pflanzenmotiven und Rocaillen gestaltet. An den Seiten sind eingeschossige Emporen angebracht.

## Ausstattung
Das Hauptstück der Ausstattung ist ein reich geschnitzter architektonischer Altaraufbau mit schwerem gesprengtem Volutengiebel; das Mittelfeld zeigt Christus mit den Emmausjüngern von Christian Friedrich Gonne aus den Jahren 1840/45 aus dem Vorgängerbauwerk. Die Abendmahlsdurchgänge sind mit filigranem schmiedeeisernem Ornament gestaltet. Ähnlich sind die polygonale Kanzel aus Holz und die Taufe aus Rochlitzer Porphyr gestaltet, beide mit Engelsköpfen, Zapfen, Rocaillen, Kartuschen und Blattwerk verziert. In den Wandfeldern seitlich der Altarnische sind vollplastische Bronzereliefs von Luther und Melanchthon angeordnet. Ein stattlicher Kronleuchter aus Messing im Mittelschiff ist mit Rocaillekartuschen und Engelsköpfen verziert. Im Chor sind Glasmalereien in Grisaillefarben mit einer Darstellung der Evangelisten eingesetzt. Eine spätgotische Schnitzfigur eines Schmerzensmannes ist ein Werk des 16. Jahrhunderts.
Die Orgel mit aufwendig gestaltetem Prospekt ist ein Werk von Jehmlich aus dem Jahr 1896 mit 40 Registern auf zwei Manualen und Pedal, das durch Schmeisser in den Jahren 1956–59 stark verändert und 2013 durch Georg Wünning restauriert wurde.